# 1619
| [ Edytuj tabelę ]              | |
| Król Polski                    | - 1587 Zygmunt III Waza 1632 |
| Współksiążęta Andory           | - 1610 Bernat de Salba i Salba 1622 - 1610 Ludwik XIII 1643                                                                             |
| Król Anglii i Szkocji          | - 1603 Jakub I 1625 |
| Elektor Brandenburgii          | - 1608 Jan Zygmunt 1619 - 1619 Jerzy Wilhelm 1640                                                                                       |
| Książę Bawarii                 | - 1597 Maksymilian I Bawarski 1623 |
| Sułtan Brunei                  | - 1605 Hassan 1619 - 1619 Abdul Jailul Akhbar 1649                                                                                      |
| Cesarz Chin                    | - 1572 Wanli 1620 |
| Król Czech                     | - 1611 Maciej Habsburg 1619 - 1619 Ferdynand II Habsburg 1619 - 1619 Fryderyk V 1620                                                    |
| Król Danii                     | - 1588 Chrystian IV 1648 |
| Dalajlama                      | - 1617 Lobsang Gjaco 1682 |
| Cesarz Etiopii                 | - 1606 Susnyjos I 1632 |
| Król Francji                   | - 1610 Ludwik XIII 1643 |
| Król Gruzji                    | - 1614 Tejmuraz I 1632 |
| Król Hiszpanii                 | - 1598 Filip III 1621 |
| Landgraf Hesji-Kassel          | - 1592 Maurycy Uczony 1627 |
| Stadhouder Holandii            | - 1584 Maurycy Orański 1625 |
| Szach Iranu                    | - 1587 Abbas I Wielki 1629 |
| Państwo Wielkich Mogołów       | - 1605 Dżahangir 1627 |
| Król Irlandii                  | - 1603 Jakub I Stuart 1625 |
| Cesarz Japonii                 | - 1611 Go-Mizunoo 1629 |
| Kalif                          | - 1618 Osman II 1622 |
| Patriarcha Konstantynopola     | - 1612 Tymoteusz II 1620 |
| Władca Korei                   | - 1608 Kwanghaegun 1623 |
| Książę Kurlandii i Semigalii   | - 1587 Fryderyk Kettler 1642 |
| Książę Liechtensteinu          | - 1608 Karol I 1627 |
| Książę Monako                  | - 1612 Honoriusz II 1662 |
| Król Nawarry                   | - 1610 Ludwik XIII 1643 |
| Król Norwegii                  | - 1588 Chrystian IV 1648 |
| Sułtan Omanu                   | - 1560 Abd Allah ibn Muhammad 1624 |
| Elektor Palatynatu             | - 1610 Fryderyk V 1623 |
| Papież                         | - 1605 Paweł V 1621 |
| Książę Parmy i Piacenzy        | - 1592 Ranuccio I 1622 |
| Król Portugalii                | - 1598 Filip II 1621 |
| Książę w Prusach               | - 1608 Jan Zygmunt 1620 |
| Car Rosji                      | - 1613 Michał I 1645 |
| Cesarz Rzymski (niemiecki)     | - 1612 Maciej Habsburg 1619 - 1619 Ferdynand II Habsburg 1637                                                                           |
| Kapitanowie Regenci San Marino | - 1618 Girolamo Gozi Gio. Pietro Martelli 1619 - 1619 Francesco Giannini Annibale Gozi 1619 - 1619 Orazio Belluzzi Andrea Giannini 1620 |
| Elektor Saksonii               | - 1611 Jan Jerzy I Wettyn 1656 |
| Król Szkocji                   | - 1567 Jakub VI 1625 |
| Król Szwecji                   | - 1611 Gustaw II Adolf 1632 |
| Król Tajlandii                 | - 1611 Songtham 1628 |
| Sułtan Turków                  | - 1618 Osman II 1622 |
| Doża Wenecji                   | - 1618 Antonio Priuli 1623 |
| Król Węgier                    | - 1608 Maciej 1619 - 1619 Ferdynand III 1637                                                                                            |
| Książęta Wirtembergii          | - 1608 Jan Fryderyk 1628 |

Rok 1619 / MDCXIX
stulecia: XVI wiek ~
XVII wiek ~
XVIII wiek

lata: 1609 «
1614 «
1615 «
1616 «
1617 «
1618 «
1619
» 1620
» 1621
» 1622
» 1623
» 1624
» 1629

## Wydarzenia w Polsce
- 3 stycznia – rozejm w Dywilinie, kończący wojnę polsko-rosyjską. Polska otrzymała ziemie: czernichowską, smoleńską i siewierską.
- luty-marzec – w Warszawie obradował sejm zwyczajny[1].
- 19 listopada – dokonano poświęcenia odbudowanej kaplicy w Świętej Lipce.
- 23 listopada – Lisowczycy pokonali wojska księcia siedmiogrodzkiego Jerzego I Rakoczego w bitwie pod Humiennem.
- Lisowczycy zostali wysłani na pomoc Habsburgom w czasie wojny trzydziestoletniej.

## Wydarzenia na świecie
- 10 czerwca – wojna trzydziestoletnia: zwycięstwo wojsk habsburskich nad czeskimi w bitwie pod Záblatí.
- 30 lipca
  - w Jamestown w Wirginii utworzono pierwszą Radę Mieszkańców na kontynencie amerykańskim.
  - w Jamestown w Wirginii wybuchł pierwszy strajk na kontynencie amerykańskim.
- 28 sierpnia – Ferdynand II został cesarzem rzymsko-niemieckim.
- 7 listopada – odbyła się koronacja Elżbiety Stuart, żony króla Czech Fryderyka V.
- 10 listopada – francuski filozof, matematyk i fizyk Kartezjusz miał w oberży pod Ulm serię trzech proroczych snów na temat dalszego rozwoju nauki.
- 23 listopada – Bitwa pod Humiennem: porażka wojsk siedmiogrodzkich Gábora Bethlena walczących przeciw wojskom cesarskim Ferdynanda II, wspomaganym przez lisowczyków. Była to tak zwana pierwsza odsiecz wiedeńska.
- miała miejsce bitwa o Jaffnę w trakcie walk portugalsko-syngaleskich.
- Jan Kepler, niemiecki matematyk, fizyk i astronom, opublikował swą pracę Harmonices Mundi (Harmonia świata), w której uzupełnił swe wcześniejsze dwa prawa (1609) dotyczące ruchu planet. Był pierwszym człowiekiem w historii rozumiejącym ruch planet wokół słońca (Prawa Keplera).

## Urodzili się
- 7 sierpnia – Anna Katarzyna Konstancja, królewna polska (zm. 1651)
- 28 sierpnia – Anna Genowefa de Bourbon-Condé, księżniczka Condé i Enghien (zm. 1679)
- 29 sierpnia – Jean-Baptiste Colbert, minister z czasów króla Francji Ludwika XIV, generalny kontroler finansów, minister marynarki, do gospodarki wprowadził zasady merkantylizmu (zm. 1683)

## Zmarli
- 4 marca – Anna Duńska, królowa Anglii i Szkocji (ur. 1574)
- 19 marca – Jan Martínez Cid, hiszpański dominikanin, misjonarz, męczennik, błogosławiony katolicki (ur. ok. 1577)
- 20 marca:
  - Hipolit Galantini, włoski katecheta, błogosławiony katolicki (ur. 1565)
  - Maciej Habsburg, król węgierski i czeski, cesarz rzymski (ur. 1557)
- 22 lipca – Wawrzyniec z Brindisi, włoski kapucyn, Doktor Kościoła, święty katolicki (ur. 1559)
- 7 września – zamorodwani w Koszycach:
  - Melchior Grodziecki, polski jezuita, męczennik, święty katolicki (ur. 1582 lub 1584)
  - Marek Križ, duchowny katolicki, męczennik, święty (ur. 1580)
- 8 września – Stefan Pongracz, jezuita, męczennik, święty katolicki (ur. 1582)
- 18 listopada – Leonard Kimura, japoński jezuita, męczennik, błogosławiony katolicki (ur. 1575)
- 27 listopada:
  - Jan Iwanaga, japoński męczennik, błogosławiony katolicki (ur. ok. 1555)
  - Antoni Kimura, japoński męczennik, błogosławiony katolicki (ur. ok. 1596)
  - Tomasz Koteda Kyūmi, japoński męczennik, błogosławiony katolicki (ur. ok. 1576)
  - Maciej Kozasa, japoński męczennik, błogosławiony katolicki (ur. ?)
  - Jan Motoyama, japoński męczennik, błogosławiony katolicki (ur. ?)
  - Roman Motoyama Myotarō, japoński męczennik, błogosławiony katolicki (ur. ?)
  - Aleksy Nakamura, japoński męczennik, błogosławiony katolicki (ur. ok. 1561)
  - Leon Nakanishi, japoński męczennik, błogosławiony katolicki (ur. ok. 1577)
  - Maciej Nakano, japoński męczennik, błogosławiony katolicki (ur. ?)
  - Bartłomiej Seki, japoński męczennik, błogosławiony katolicki (ur. ok. 1582)
  - Michał Takeshita, japoński męczennik, błogosławiony katolicki (ur. ok. 1594)
- data dzienna nieznana: 
  - Bagrat VII, król Kartli

## Święta ruchome
- Tłusty czwartek: 7 lutego
- Ostatki: 12 lutego
- Popielec: 13 lutego
- Niedziela Palmowa: 24 marca
- Wielki Czwartek: 28 marca
- Wielki Piątek: 29 marca
- Wielka Sobota: 30 marca
- Wielkanoc: 31 marca
- Poniedziałek Wielkanocny: 1 kwietnia
- Wniebowstąpienie Pańskie: 9 maja
- Zesłanie Ducha Świętego: 19 maja
- Boże Ciało: 30 maja